# Рекреації
«Рекреації» — перший роман Юрія Андруховича. Опублікований у 1992 р.
Оповідка про початок 90-х і такий собі український варіант бразильського карнавалу — Свято Воскресаючого Духу, на яке потрапила компанія українських поетів.
Роман «Рекреації» уже давно зайняв почесне місце в пантеоні сучасної української літератури. У ньому якнайяскравіше розкрився потяг автора до гротеску і фантасмагорії.
Перший твір, в якому виникає вигаданий Юрієм Андруховичем населений пункт — Чортопіль.

## Історія створення
Автор писав твір протягом двох тижнів, перебуваючи в Москві: «Я тоді навчався на вищих літературних курсах в інституті Горького. І для того, щоб не втрачати духовних зв'язків з ненькою Україною, я восени 90-го року почав писати цей романчик. Спочатку я називав його повістю, а потім погодився, що це невеличкий роман».
Андрухович згадував, що до появи твору спонукало «тодішнє абсолютно фантастичне переживання карколомних подій і змін в житті моєму, моїх товаришів, нашої країни».
«Десь наприкінці 80-х років почалися ті процеси, коли в суспільстві з'являлося все більше і більше свободи, зокрема свободи творчої, естетичної. І ось починаючи з 89-го року виникає цілий ряд зовсім нових фестивалів — у Чернівцях перша „Червона рута“, у Львові — „Вивих“, у Коломиї — „Духовна українська республіка“. І так далі, і так далі. Трохи пізніше в Дубно з'явився фестиваль „Тарас Бульба“. Це все така фестивальна епоха. І на ці фестивалі почали з'їжджатися люди не тільки з локальних тусовок, а значно ширше це все почало звучати. І зокрема, там почали виступати поети. І власне під впливом цих кількох фестивалів, на яких мені або самому довелося побувати, або я знав про них із розповідей своїх друзів, я вигадав для себе якийсь такий твір, в центрі якого буде одна ніч під час такого божевільного фестивалю».

### Проблеми з виданням
Андрухович мав два примірники цього рукопису. Один передав своєму наставнику Миколі Рябчуку, а інший надавав видавцям. Цей примірник помандрував може десятьма редакціями. Автор зазвичай отримував надзвичайно захоплені відгуки редакторів, працівників редакцій, які казали, що це настільки прекрасний твір, але опублікувати його не можуть.
Після проголошення Україною Незалежності до Києва перебралася редакція легендарного часопису української еміграції «Сучасність», який виходив на заході. 1992-й рік відкривається першим числом «Сучасності», яке буде видане тут в нас, в Україні. Микола Рябчук став заступником головного редактора, і перший твір, який він запропонував на відкриття української «Сучасності» — це «Рекреації».

### Перше сприйняття
Читачів журналу обурив і сам роман, і його позиціонування у першому номері. На обкладинці номера був портрет новообраного на той час президента України Леоніда Кравчука. Серед змісту були високопоетичні і серйозні тексти, вірші поета Ігоря Римарука, а насамкінець — роман «Рекреації».
«І він спричинив велику хвилю обурення. Там насправді були дуже серйозні претензії до того, що як взагалі редакція посміла це поєднати. Тобто на обкладинці пан президент нової незалежної України. А всередині текст, який на цю нову незалежну Україну є жахливим пашквілем. Читачі з діаспори переважно не розуміли ні мене, ні мого тексту. Вони читали його з жахливим обуренням. Редакція отримала десятки, а може сотні листів з вимогою вибачитися за цю публікацію і ніколи більше цього автора не допускати, бо вони будуть вимагати повернення коштів за передплату, вони будуть бойкотувати цей часопис і так далі. Така от вийшла історія. Я, чесно кажучи, не особливо сподівався цього. Я розумів, що цей текст викличе якісь емоції та збурення. Але що це піде так далеко, я цього не очікував. Сьогодні, перечитуючи цей текст, я собі дивуюся, наскільки 25 років тому наша читацька громадськість була якісно іншою. В якомусь сенсі — значно вимогливішою, але в якомусь — набагато догматичнішою. Вона не бажала сприймати будь-чого несподіваного».

## Зміст
У Чортополі таємничі люди (Оргкомітет) організовують фестиваль, який вони називають «Свято воскресаючого духа». Ніхто до кінця не знає — духа чи духу. Герої їдуть різними шляхами з різних міст на цей фестиваль і проживають там одну ніч.
Орест Хомський вирушає потягом з далекого Ленінграду. У купе разом з Хомським їде подружжя росіян — літній чоловік і ще доволі молода жінка, з якою у Хомського відбулась інтимна сцена у туалеті вагону. По приїзду в Чортопіль Хомського зустрічає «рожевощокий блондин» від Оргкомітету.
Мирослав Мартофляк разом з дружиною Мартою також вирушають у Чортопіль на Свято. Усю дорогу в автобусі Мартофляк спить, тоді як Марта думає, що дарма вирішила їхати. Чоловік шантажував її страшенно напитись, якщо вона не поїде з ним. Марта знає, що все буде як завжди — усі товариші нап'ються до нестями. Вони — сучасні письменники, кожен з яктих по-своєму бачить світ і говорить про нього. В автобусі молодий хлопець впізнає у Мартофляку відомого поета, в той час як він спить на плечі у Марти.
Гриць Штундера і Юрко Немирич, після довгого галасуванняна на виїзді з Коломиї, все ж були підібрані крайслером-імперіалом, водієм якого був швейцарець, доктор медицини пан Попель. Дорогою до Чортополя вони обговорювали вірші і Гриць навіть продав свій рукопис за 10 доларів. Також говорили про жінок, дитинство пана Попеля, яке минуло в Чортополі, і майбутнє Свято.
На головній площі містечка друзі знаходять одне одного і разом прямують у пивничку «Під оселедцем», не зважаючи на несміливі протести Марти. Компанія виходить чималенька: Штундера, Немирич, Хомський, Мартофляк з Мартою, Білинкевич (член Оргкомітету, що зустрічав Хомського). Обговорюють програму Свята Воскресаючого Духу, поетів сучасності й минулого, Хомський зачитує свій вірш і розповідає сюжет повісті, Немирич виголошує тост.
Марта, у супроводі Хомського, відлучається до вбиральні. По тому вся компанія переходить повечеряти у заклад «На ринку», де стається сутичка з королем рекету Пєтьою. Він хоче, щоб йому прочитали щось з Єсєніна, а потім запрошує Марту до танцю. Від цього випробування її рятує Хомський, в той час як Мартофляк тихо напивається. Немирич виголошує ще один тост, а Штундера намагається зачитати свого вірша.
О дванадцятій починається карнавал і товариство в самому його епіцентрі. До цього часу Білинкевич вже добряче напився і друзі вирішили його сховати у припаркованому неподалік крайслері пана Попеля (покласти у багажник). Після цього у товаристві стається розкол і кожен по-своєму проживає цю ніч.
Першим покидає друзів Мартофляк — його кличуть до гурту студенти-фанати, одним з яких є хлопчина з автобусу. Святкування відбувається в одному з дворів. Мартофляка частують і слухають, а він п'є і говорить, аж до тої пори поки всі не поснули. Врешті він вирішив приєднатись до друзів, але на виході з двору натрапив на Білинкевича, який завів його у гості до знайомої повії, де Мартофляк, врешті, і провів ніч.
Другим від'єднався Гриць Штундера. Він возвістив товаришам, що мусить йти і пішов геть. В одному з наметів на площі його поголили і лишили тільки козацький оселедець. Також він переодягнувся в стрілецький стрій і вирушив шукати поселення Сільце, неподалік від Чортополя, в якому народився й виріс його дід. За ним гнались собаки, але він позбувся їх, перейшовши річку. Врешті добрався до Сільця і, впавши в одну з ям, натрапив на тіло мертвого Пєті.
З трьох, що лишились, Марта забажала йти в готель, але Юрко Немирич хотів перевірити як там Білинкевич. Врешті Марта з Хомським пішли до готелю, а Немирич — шукати крайслер пана Попеля. Білинкевича він так і не знайшов, зате натрапив на самого пана Попеля і той люб'язно запросив його з собою на свято, що має відбутись на Віллі з грифонами — одній з найзагадковіших будівель Чортополя. Там Юркові довелось переодягнутись в костюм і провести вечір серед «інтелігентного» товариства. Він познайомився з панною Амальтеєю, з якою вирішив усамітнитись, але йому це не вдалось; програвся в карти і був врятований від розправи тією ж панною Амальтеєю, яка привела його в зал, де відбувався якийсь обряд.
За головного був сам пан Попель, а жертвою, окрім чорного цапка, мав стати сам Юрко. Йому довелось рятуватись стрибком з вікна. Після довгої прогулянки містом він на ранок дістався до готелю «Синьогора», де й мали ночувати всі друзі.
Марта з Хомським дістались до готелю не без пригод — за ними ув'язався наркоман і постійно викрикував їм щось у спину, навіть декілька разів жбурнув каміння. Хомський хотів його побити, але Марта його відмовляла. Врешті Орест таки вдарив хлопця і той відчепився. У готелі в Марти сталась істерика і Хомський взявся її втішати. Між ними спалахнула пристрасть і вони зайнялись коханням. Якраз у цей момент до готелю прийшов Мартофляк. Він зрозумів, що сталось, хоч коханці намагались все приховати, і вдарив Хомського в обличчя. До готелю прибули й Штундера з Немиричем.
Світало. Раптом готель захопили люди у військовій формі і, наказавши усім шикуватись, повели людей на головну площу міста. Герої не розуміли, що відбувається і намагались пручатись, але марно. Аж тоді, коли усіх гостей Свята вишикували на площі, там з'явився Павло Мацапура — режисер-постановник усього Свята і давній товариш головних героїв. Він привітав гостей міста і своїх друзів. Людей з площі відпустили готуватись до ще одного вечору святкування.

## Цитати
«Варто було лише кинути гасло прискорення, як усе на світі почало спізнюватися».
«Кохайте дівчат — і народять вас самих».
«Ти справжній фан мого чоловіка, тож повинен принаймні руку поцілувати тій, котра пере шкарпетки твого ідола і варить йому зупу».
"Коли людина щось мусить зробити, вона ні в кого не питає дозволу і робить те, що мусить зробити. Хочеш іти — іди. Я не кину каменем тобі вслід. Але, благаю, не стій більше тут ані хвилини і не мняцкай те своє безконечне «я мушу йти».
«Розумієте, друзі, кожен наш крок — це прямування шляхом».

## Екранізації
Короткометражний фільм «Рано-вранці» (реж. Володимир Тихий), що входить до альманаху «Мудаки. Арабески» є екранізацією уривку з «Рекреацій».

## Іншомовні видання
У німецькому перекладі роман з"явився 2019 року під назвою «Karpatenkarneval». Польський переклад Олі Гнатюк під назвою: «Rekreacje», вийшов у 1994 році, перевидання у 1996 та 2005 роках.